# Jim Carlier
Jim Carlier was een Frans voetballer uit het begin van de twintigste eeuw.

## Voetbal
Carlier speelde in het seizoen 1913-1914 voor FC Barcelona in de Copa de los Pirineos en de Campionat de Catalunya. Hij speelde als aanvaller. In een wedstrijd tegen Real Madrid maakte Carlier een hattrick.

## Eerste Wereldoorlog
In de Eerste Wereldoorlog was Carlier piloot bij de Franse luchtmacht.